# Karhunpää (ö i Satakunta, Björneborg, lat 61,64, long 21,46)
Karhunpää är en ö i Finland. Den ligger i Bottenhavet och i kommunen Björneborg i den ekonomiska regionen  Björneborgs ekonomiska region i landskapet Satakunta, i den sydvästra delen av landet. Ön ligger omkring 23 kilometer nordväst om Björneborg och omkring 250 kilometer nordväst om Helsingfors.
Öns area är 0,9 hektar och dess största längd är 130 meter i nord-sydlig riktning.